# Sergio Souto Vidal
Sergio Souto Vidal, né le 4 novembre 1976 à Oviedo (Espagne), est un joueur de rugby à XV, qui joue avec l'équipe d'Espagne évoluant au poste de deuxième ligne (1,94 m pour 111 kg).
Son frère jumeau Carlos Souto Vidal est également international.

## Carrière

### En club
- Real Oviedo Rugby  Espagne 1993-2002
- Club Alcobendas rugby  Espagne 2002-2004
- El Salvador Rugby  Espagne 2004-2011

### En équipe nationale
Il a eu sa première cape internationale le 24 août 1999, à l’occasion d’un match contre l'équipe des Fidji.
Au 31/12/2005 :
- 25 ou 29 sélections avec  l'équipe d'Espagne.
- Sélections par année : 3 en 1999, 4 en 2000, 5 en 2001, 8 en 2003, 1 en 2004, 3 en 2005, 1 en 2006.
- Participation à la Coupe du monde de rugby 1999 (1 match comme titulaire).